# Ruben Providence
Ruben Fritzner Providence (* 7. července 2001) je haitský profesionální fotbalista, který hraje na pozici křídelníka nebo útočníka za nizozemský klub Almere City FC. Narodil se ve Francii, ale hraje za haitský národní tým.

## Klubová kariéra
V roce 2019 se Providence připojil k mládežnické akademii italského klubu AS Řím. V roce 2021 byl poslán na hostování do belgického klubu Bruggy. Před druhou polovinou sezóny 2021/22 byl poslán na hostování do portugalského klubu Estoril.
V roce 2022 byl Providence vyslán na hostování do TSV Hartberg v Rakousku. Dne 2. října 2022 debutoval v dresu Hartbergu při prohře 3:2 s Austrií Klagenfurt.
Dne 29. srpna 2024 podepsal Providence tříletou smlouvu s klubem Almere City FC v Nizozemsku.

## Reprezentační kariéra
Providence se narodil ve Francii a je haitského původu. Je mládežnickým reprezentantem Francie, hrál za francouzský národní tým do 19 let. V březnu 2025 byl poprvé povolán do haitského národního týmu na několik přátelských zápasů.

## Statistiky

### Klubové
Platí k zápasu hranému 28. května 2024.
| Klub                     | Sezóna            | Liga                | Liga   | Liga | Národní pohár | Národní pohár | Kontinentální | Kontinentální | Ostatní | Ostatní | Celkově | Celkově |
| Klub                     | Sezóna            | Soutěž              | Zápasy | Góly | Zápasy        | Góly          | Zápasy        | Góly          | Zápasy  | Góly    | Zápasy  | Góly    |
| ------------------------ | ----------------- | ------------------- | ------ | ---- | ------------- | ------------- | ------------- | ------------- | ------- | ------- | ------- | ------- |
| AS Řím                   | 2020/21           | Serie A             | 0      | 0    | 0             | 0             | 0             | 0             | —       | —       | 0       | 0       |
| Club Brugge (hostování)  | 2021/22           | Jupiler Pro League  | 0      | 0    | 0             | 0             | 0             | 0             | 0       | 0       | 0       | 0       |
| Estoril (hostování)      | 2021/22           | Primeira Liga       | 0      | 0    | 0             | 0             | —             | —             | 0       | 0       | 0       | 0       |
| TSV Hartberg (hostování) | 2022/23           | Rakouská Bundesliga | 21     | 6    | 0             | 0             | —             | —             | —       | —       | 21      | 6       |
| TSV Hartberg             | 2023/24           | Rakouská Bundesliga | 29     | 2    | 3             | 0             | —             | —             | —       | —       | 32      | 2       |
| TSV Hartberg             | 2024/25           | Rakouská Bundesliga | 0      | 0    | 0             | 0             | —             | —             | —       | —       | 0       | 0       |
| TSV Hartberg             | Celkově           | Celkově             | 29     | 2    | 3             | 0             | —             | —             | —       | —       | 32      | 2       |
| Celkově v kariéře        | Celkově v kariéře | Celkově v kariéře   | 50     | 8    | 3             | 0             | 0             | 0             | 0       | 0       | 53      | 8       |